# Hope (Nowy Jork)
Hope – miasto w Stanach Zjednoczonych, w stanie Nowy Jork, w hrabstwie Hamilton.